# Matthäus Tabbert
Matthäus Tabbert (* 25. Oktober 1625 in Wolgast; † 28. Februar 1675 in Greifswald) war ein evangelischer Theologe und vorpommerscher Generalsuperintendent in Greifswald.

## Leben und Wirken
Matthäus Tabbert wurde als Sohn des Wolgaster Präpositus Israel Tabbert und seiner Ehefrau Maria Albrecht geboren. Von seinem Vater wurde er unterrichtet, bis er 1640 die Schule in Anklam besuchte und danach das Pädagogium in Stettin.
Tabbert studierte Theologie in Rostock, ab 1646 in Königsberg und Greifswald, ab 1650 in Jena, Wittenberg und Leipzig.
Von 1652 bis 1653 hielt er sich in Greifswald auf, wo er zeitweise als Prediger wirkte, speziell aber seine Promotion zum Magister vorbereitete. Bald danach wurde er schwedischer Hofprediger.
Im Jahre 1656 heiratete er Barbara Elvern, die Tochter des Greifswalder Ratsherrn Abraham Elvern.
Matthäus Tabbert war Hofprediger beim Grafen Wrangel, als er dann im Jahre 1660 zum Professor der Theologie und Pfarrer an St. Marien in Greifswald gewählt wurde.
1675 schließlich erhielt er die Ernennung zum Generalsuperintendent von Vorpommern in der Nachfolge von Abraham Battus und wurde von dem Stettiner Generalsuperintendenten Jakob Fabricius feierlich in sein Amt eingeführt. Doch nur sechs Wochen später verstarb er im 50. Lebensjahr in Greifswald.
Sein Nachfolger wurde Augustinus Balthasar.